# 제임스 건 (천문학자)
제임스 에드워드 건(James Edward Gunn Jr., 1938년 ~ )은 프린스턴 대학교 천문학 교수로 재직중인 미국의 천문학자이다.
건의 연구들 대부분은 중요한 관측 프로젝트들에서 두각을 나타냈다. 건은 우주 관측에 디지털 카메라 기술을 사용하는 계획을 처음 개발했으며, 허블 우주 망원경의 광역 행성 카메라에도 주요한 역할을 했다.
건은 리처드 프레스턴의 《오레오 쿠키를 먹는 사람들》에서도 중요한 인물로 등장한다.